# Umkhonto
Umkhonto (zulu: spjut) är en sydafrikansk luftvärnsrobot som avfyras vertikalt från en transport- och avfyringstub, styrs under början av banan med tröghetsnavigering mot en mållåsningspunkt där IR-målsökaren låser och tar över styrningen. 
Mot manövrerande mål kan roboten få mållägesuppdatering via datalänk från avfyrande fartyg. Roboten använder en kombination av aerodynamisk styrning med stjärtmonterade roder och vektorstyrning av motordragkraften. Vektorstyrningssystemet liknar det som används på jaktroboten A-Darter medan IR-målsökaren är en variant av tvåfärgsmålsökaren för U-Darter och alltså inte bildalstrande. Umkhonto-IR har en räckvidd på 12 km i horisontalled och 10 km i höjd. Den finska marinen valde år 2002 att utrusta sex nya fartyg från Skvadron 2000-programmet med Umkhonto IR-robotar. I och med förändringar i Skvadron 2000-programmet så har nu de nya smygrobotbåtarna av Hamina-klassen utrustats med dessa, och den överblivna materielen har installerats på marinens två minfartyg av Hämeenmaa-klassen i samband med deras nyligen genomförda modernisering. Roboten valdes senare även av Sydafrika för dess nya korvetter av Valour-klassen.
Konceptet innebär att Umkhonto är den första vertikalstartande IR-roboten såväl som den första luftvärnsroboten med IR-målsökare som låser efter avfyring (lock after launch). Eldledningssystemet möjliggör samtidig insats mot åtta olika mål. Umkhonto-IR har ca 12 km max räckvidd och är främst ett vapen för egenskydd. Den radarmålsökande Umkhonto-R har ca 25 km räckvidd och kan därmed även erbjuda skydd av flera enheter. Det finns ännu ingen kund för Umkhonto-R men Kentron offererade under 2000 systemet till Chile för deras framtida Tridenteklass.

## Egenskaper
|                     | Umkhonto-IR | Umkhonto-R |
| ------------------- | ----------- | ---------- |
| Längd, robot :      | 3,32 m      | 4,3 m      |
| Diameter, robot :   | 0,18 m      | 0,18 m     |
| Startvikt :         | 130 kg      | 195 kg     |
| Spännvidd :         | 0,5 m       | 0,5 m      |
| Längd, tub :        | 3,8 m       | 4,8 m      |
| Diameter, tub :     | 0,65 m      | 0,65 m     |
| Max räckvidd :      | 12.000 m    | 25.000 m   |
| Max verkanshöjd :   | 10.000 m    | 12.000 m   |
| Max banfart :       | M 2,5       |            |
| Manöverförmåga :    | 40 G        |            |
| Flygtid till 9 km : | 16 s        |            |